# Prakrti
Prakrti (Devanagari: प्रकृति, Sanskriet: prakṛti, oer-materie, natuur) is de werkelijkheid, zowel de stoffelijke wereld, maar ook het denken, voelen en handelen, wat in het Westen meestal tot het geestelijke domein wordt gerekend. Prakriti is datgene dat voorafgaat (pra) aan het maken (kri, kriti, productie), datgene wat niet door iets anders is gemaakt. 
Synoniemen zijn pradhána (opperste), avyakta (de ongescheiden, ononderscheiden, ongeziene) en ajá (ongeborene, ongemaakte). In tegenstelling tot de sankhya's, die geloven in de realiteit van bestaande zaken, wordt prakriti door vedantijnen en paurinaka's  als maya (illusie) beschouwd. Het begrip wordt vooral gebruikt in de samkhya-school, waar het tegenover purusa wordt geplaatst, het bewustzijn.
Prakriti, de substantie en bron van materiële zaken, is te vergelijken met het 'eerste principe van de pythagoreërs en platonisten en van Aristoteles, dat zonder delen is, zonder vorm, zonder bewustzijn, zonder hoeveelheid, zonder enig lichamelijk kenmerk, maar de ene universele, onlichamelijke, onzichtbare substantie is, waar alle lichamen van zijn herleid.'
Prakriti is het evenwicht van de drie guna's. In de prakrti werken drie krachten of guna's, de lichte goede sattva, de passievolle dynamische noch goede noch slechte rajas en de negatieve apathische tamas. De drie guna's zijn daarbij verantwoordelijk voor de dynamiek van de cyclus van ontstaan en ondergang. Daarbij is de eenheid van prakrti en purusa slechts een schijnbare eenheid, zoals een kleurloos kristal rood kleurt als er een rode bloem achter gehouden wordt. De weg naar moksa ligt in het inzicht dat de purusa geen deel uitmaakt van de wereld met zijn lijden en dat de prakrti zonder het bewustzijn van de purusa geen lijden voelt.
Het geheel van de Sankhya filosofie wordt onderverdeeld in 25 tattva's, waaronder de prakrti zelf, het intellect (buddhi), het ik-bewustzijn (ahamkara), de zintuiglijke vermogens, de rede (vac), de zintuigen en de vijf elementen (tanmatra, fijn en mahabhuta, grof) en daar tegenover de purusa.